# Liste der Einträge im National Register of Historic Places im Columbia County (Wisconsin)

Lage des Columbia County in Wisconsin

Die Liste der Registered Historic Places im Columbia County in Wisconsin führt alle Bauwerke und historischen Stätten im Columbia County auf, die in das National Register of Historic Places aufgenommen wurden.

## Legende
| NRHP | Historic Place             |
| HD   | Historic District          |
| NHL  | National Historic Landmark |

## Aktuelle Einträge
| [ 2 ] | Name                                                   | Bild                                                   | Eintragsdatum        | Lage | Ort                      | Beschreibung |
| ----- | ------------------------------------------------------ | ------------------------------------------------------ | -------------------- | --- | ------------------------ | --- |
| 1     | E. Clarke and Julia Arnold House                       | E. Clarke and Julia Arnold House                       | 2007 ID-Nr. 07000339 | 954 Dix Street 43° 20′ 11″ N, 89° 1′ 46″ W | Columbus                 | 1955–1956 nach einem Entwurf des Architekten Frank Lloyd Wright errichtetes Wohnhaus |
| 2     | Clara F. Bacon House                                   | Clara F. Bacon House                                   | 2009 ID-Nr. 08001328 | 509 Madison Avenue 43° 18′ 36,8″ N, 89° 31′ 28,3″ W | Lodi                     | 1899 im Queen Anne-Stil errichtetes Wohnhaus |
| 3     | Albert M. and Alice Bellack House                      | Albert M. and Alice Bellack House                      | 2010 ID-Nr. 10000318 | 628 West James Street 43° 20′ 31,2″ N, 89° 1′ 12,6″ W | Columbus                 | 1897 im Queen Anne-Stil errichtetes Wohnhaus |
| 4     | Belmont Hotel                                          | Belmont Hotel                                          | 1993 ID-Nr. 93001170 | 120 North Main Street 43° 32′ 13″ N, 89° 18′ 0″ W | Pardeeville              | 1909 im viktorianischen Stil errichtetes Hotel in Bahnhofsnähe; heute Museum |
| 5     | H. H. Bennett Studio                                   | H. H. Bennett Studio                                   | 1976 ID-Nr. 76000054 | 215 Broadway 43° 37′ 41″ N, 89° 46′ 28″ W | Wisconsin Dells          | Studio des Fotografen H. H. Bennett; heute Museum |
| 6     | Bowman House                                           | Bowman House                                           | 1986 ID-Nr. 86000621 | 714 Broadway 43° 37′ 38″ N, 89° 46′ 2″ W | Wisconsin Dells          | 1904 im Stil der Prairie Houses errichtetes Wohnhaus; heute Museum |
| 7     | Daniel and Nellie Byrns House                          | Daniel and Nellie Byrns House                          | 2008 ID-Nr. 08001000 | 221 Mill Street 43° 18′ 40,4″ N, 89° 31′ 48,6″ W | Lodi                     | 1915 als Bungalow errichtetes Wohnhaus |
| 8     | F. A. Chadbourn House                                  | F. A. Chadbourn House                                  | 1990 ID-Nr. 90001961 | 314 South Charles Street 43° 20′ 28″ N, 89° 1′ 24″ W | Columbus                 | |
| 9     | Church Hill Historic District                          | Church Hill Historic District                          | 1997 ID-Nr. 96001628 | Abgegrenzt durch Adams Street, Pleasant Street, Lock Street und Franklin Street 43° 32′ 32″ N, 89° 27′ 43″ W                                                                                                   | Portage                  | |
| 10    | Columbus City Hall                                     | Columbus City Hall                                     | 1979 ID-Nr. 79000065 | 105 North Dickason Street 43° 20′ 15″ N, 89° 0′ 56″ W | Columbus                 | 1892 im viktorianischen Stil errichtetes Rathaus |
| 11    | Columbus Downtown Historic District                    | Columbus Downtown Historic District                    | 1992 ID-Nr. 92000113 | Abgegrenzt durch Mill Street, Water Street, Harrison Street und Dickason Boulevard 43° 20′ 19″ N, 89° 0′ 54″ W                                                                                                 | Columbus                 | |
| 12    | Columbus Fireman's Park Complex                        | Columbus Fireman's Park Complex                        | 2004 ID-Nr. 04000106 | 1049 Park Avenue 43° 19′ 48″ N, 89° 1′ 24″ W | Columbus                 | 1917 errichteter Tanzpavillon |
| 13    | Columbus Post Office                                   | Columbus Post Office                                   | 2000 ID-Nr. 00001250 | 211 South Dickason Boulevard 43° 20′ 16″ N, 89° 0′ 59″ W | Columbus                 | 1938 im Rahmen einer Arbeitsbeschaffungsmaßnahme im Zuge des New Deal errichtetes Postamt |
| 14    | Columbus Public Library                                | Columbus Public Library                                | 1990 ID-Nr. 90001704 | 112 South Dickason Boulevard 43° 20′ 20″ N, 89° 0′ 58″ W | Columbus                 | 1912 im Stil der Prairie Houses errichtete öffentliche Bibliothek |
| 15    | Angie Williams Cox Library                             | Angie Williams Cox Library                             | 1990 ID-Nr. 90001703 | 129 North Main Street 43° 32′ 14″ N, 89° 18′ 1″ W | Pardeeville              | 1934 im Stil des Colonial Revival errichtete Bibliothek |
| 16    | Durward's Glen                                         | Durward's Glen                                         | 1978 ID-Nr. 78000081 | Abseits des WI 78 43° 26′ 12″ N, 89° 35′ 37″ W | nordöstlich von Merrimac | |
| 17    | Farmers and Merchants Union Bank                       | Farmers and Merchants Union Bank                       | 1972 ID-Nr. 72000044 | 159 West James Street 43° 20′ 19,3″ N, 89° 0′ 54,9″ W | Columbus                 | 1919 nach einem Entwurf des Architekten Louis Sullivan errichtetes Bankgebäude |
| 18    | Fred and Lucia Farnham House                           | Fred and Lucia Farnham House                           | 2009 ID-Nr. 09000580 | 553 West James Street 43° 20′ 31,8″ N, 89° 1′ 13,9″ W | Columbus                 | 1867 im Italianate-Stil errichtetes Farmhaus |
| 19    | Fort Winnebago Site                                    |                                                        | 1979 ID-Nr. 79000066 | Adresse nicht veröffentlicht | Portage                  | Stelle des früheren Armeepostens Fort Winnebago |
| 20    | Fort Winnebago Surgeon's Quarters                      | Fort Winnebago Surgeon's Quarters                      | 1970 ID-Nr. 70000029 | WI 33 43° 33′ 15″ N, 89° 25′ 58″ W | Portage                  | Museum im Besitz der Töchter der Amerikanischen Revolution |
| 21    | Fox-Wisconsin Portage Site                             |                                                        | 1973 ID-Nr. 73000074 | Adresse nicht veröffentlicht | Portage                  | |
| 22    | Zona Gale House                                        | Zona Gale House                                        | 1980 ID-Nr. 80000113 | 506 West Edgewater Street 43° 32′ 17″ N, 89° 28′ 3″ W | Portage                  | 1906 errichtetes Wohnhaus von Zona Gale, der ersten weiblichen Pulitzer-Preisträgerin für Theater |
| 23    | Goeres Park                                            | Goeres Park                                            | 2009 ID-Nr. 09000197 | 101 Fair Street 43° 19′ 21″ N, 89° 31′ 50,6″ W | Lodi                     | 1935 angelegter Park |
| 24    | George Griswold House                                  | George Griswold House                                  | 2009 ID-Nr. 09000487 | 146 South Dickason Boulevard 43° 20′ 18,9″ N, 89° 0′ 57,8″ W | Columbus                 | 1857–1858 im Italianate-Stil errichtetes Wohnhaus |
| 25    | Holsten Family Farmstead                               | Holsten Family Farmstead                               | 1992 ID-Nr. 92001189 | W1391 Weiner Road 43° 17′ 24″ N, 89° 4′ 6″ W | Columbus                 | |
| 26    | Adolphus and Sarah Ingalsbe House                      | Adolphus and Sarah Ingalsbe House                      | 2009 ID-Nr. 09000488 | 546 Park Avenue 43° 20′ 4,4″ N, 89° 1′ 9,4″ W | Columbus                 | 1853 im Italianate-Stil errichtetes Wohnhaus |
| 27    | John A. and Maggie Jones House                         | John A. and Maggie Jones House                         | 2009 ID-Nr. 09000581 | 307 North Ludington Street 43° 20′ 23,5″ N, 89° 0′ 45,5″ W | Columbus                 | |
| 28    | Kilbourn Public Library                                | Kilbourn Public Library                                | 1974 ID-Nr. 74000061 | 429 Broadway 43° 37′ 41″ N, 89° 46′ 15″ W | Wisconsin Dells          | 1912 im Stil der Prairie Houses errichtete Bibliothek |
| 29    | Kingsley Bend Mound Group                              | Kingsley Bend Mound Group                              | 1998 ID-Nr. 98001088 | Adresse nicht veröffentlicht | Wisconsin Dells          | Gruppe von Mounds |
| 30    | John H. Kurth and Company Office Building              | John H. Kurth and Company Office Building              | 1993 ID-Nr. 93001359 | 729-733 Park Avenue 43° 20′ 0″ N, 89° 1′ 13″ W | Columbus                 | 1902 errichtetes Gebäude der von 1859 bis 1949 bestehenden Kurth Brewery; heute Museum |
| 31    | Frank T. and Polly Lewis House                         | Frank T. and Polly Lewis House                         | 2009 ID-Nr. 08001329 | 509 North Main Street 43° 18′ 59,3″ N, 89° 31′ 43″ W | Lodi                     | 1902 im Queen Anne-Stil errichtetes Wohnhaus |
| 32    | Gov. James T. Lewis House                              | Gov. James T. Lewis House                              | 1982 ID-Nr. 82000644 | 711 West James Street 43° 20′ 32″ N, 89° 1′ 17″ W | Columbus                 | Von 1854 bis 1856 im Italianate-Stil errichtetes Wohnhaus von James T. Lewis (1819–1904), dem neunten Gouverneur von Wisconsin                                                                         |
| 33    | Lodi School Hillside Improvement Site                  | Lodi School Hillside Improvement Site                  | 2009 ID-Nr. 09000198 | Corner Street, Pleasant Street und Columbus Street 43° 18′ 40″ N, 89° 31′ 30″ W | Lodi                     | Der auch als Veterans Memorial Park bekannte Park wurde von 1933 bis 1938 angelegt |
| 34    | Lodi Street-Prairie Street Historic District           | Lodi Street-Prairie Street Historic District           | 2000 ID-Nr. 00000735 | Prairie Street zwischen 2nd Street und Mill Street 43° 18′ 48″ N, 89° 31′ 42″ W | Lodi                     | |
| 35    | Henry Merrell House                                    | Henry Merrell House                                    | 1993 ID-Nr. 93000545 | 505 East Cook Street 43° 32′ 34″ N, 89° 27′ 13″ W | Portage                  | |
| 36    | Merrimac Ferry                                         | Merrimac Ferry                                         | 1974 ID-Nr. 74000330 | WI 113 über den Wisconsin River 43° 22′ 5″ N, 89° 37′ 26″ W | Merrimac                 | Seit 1844 bestehende Fährverbindung |
| 37    | Job Mills Block                                        | Job Mills Block                                        | 2008 ID-Nr. 08001115 | 109-111 South Main Street 43° 18′ 43,7″ N, 89° 31′ 31,5″ W | Lodi                     | 1895 im neuromanischen Stil errichtetes Gebäude |
| 38    | Richard W. and Margaret Mills House                    | Richard W. and Margaret Mills House                    | 2009 ID-Nr. 09000048 | 104 Grand Ave. 43° 18′ 44,8″ N, 89° 31′ 56″ W | Lodi                     | 1896 im Queen Anne-Stil errichtetes Wohnhaus |
| 39    | Nashold 20-sided Barn                                  | Nashold 20-sided Barn                                  | 1988 ID-Nr. 88000091 | Trunk Z, rund 600 m östlich des WI 146 43° 25′ 44″ N, 89° 5′ 15″ W | Fall River               | 1911 errichtete Rundscheune |
| 40    | Old Indian Agency House                                | Old Indian Agency House                                | 1972 ID-Nr. 72000045 | 1490 Agency House Road 43° 33′ 33″ N, 89° 26′ 14″ W | Portage                  | 1832 errichtetes Gebäude der früheren Indianeragentur |
| 41    | Pardeeville Presbyterian Church                        | Pardeeville Presbyterian Church                        | 1980 ID-Nr. 80000114 | 105 South Main Street 43° 32′ 7″ N, 89° 18′ 8″ W | Pardeeville              | 1865 im Stil des Greek Revival errichtete Kirche |
| 42    | Portage Canal                                          | Portage Canal                                          | 1977 ID-Nr. 77000030 | Zwischen Fox River und Wisconsin River 43° 32′ 49″ N, 89° 26′ 50″ W | Portage                  | Teil des früheren Fox–Wisconsin Waterway |
| 43    | Portage Industrial Waterfront Historic District        | Portage Industrial Waterfront Historic District        | 1995 ID-Nr. 95000257 | Kreuzung von East Mullet Street und Dodge Street 43° 32′ 20″ N, 89° 27′ 24″ W | Portage                  | |
| 44    | Portage Retail Historic District                       | Portage Retail Historic District                       | 1995 ID-Nr. 95000510 | Cook Street zwischen Wisconsin Street und Main Street, Wisconsin Street zwischen Cook Street und Edgewater Street sowie DeWitt Street zwischen Conant Street und Edgewater Street 43° 32′ 23″ N, 89° 27′ 36″ W | Portage                  | |
| 45    | Portage Street Historic District                       | Portage Street Historic District                       | 2000 ID-Nr. 00000626 | Portage Street zwischen Spring Street und Parr Street 43° 18′ 53″ N, 89° 31′ 29″ W | Lodi                     | |
| 46    | Prairie Street Historic District                       | Prairie Street Historic District                       | 1999 ID-Nr. 98001586 | Entlang der West Prairie Street inkl. Teile der South Lewis Street und der South Charles Street 43° 20′ 23″ N, 89° 1′ 22″ W                                                                                    | Columbus                 | |
| 47    | Joel M. Pruyn Block                                    | Joel M. Pruyn Block                                    | 2008 ID-Nr. 08001001 | 146 South Main Street 43° 18′ 44,7″ N, 89° 31′ 31,7″ W | Lodi                     | 1881 im neuromanischen Stil errichtetes Gebäude |
| 48    | John A. and Martha Robertson House                     | John A. and Martha Robertson House                     | 2009 ID-Nr. 08001370 | 456 Seminary Street 43° 18′ 56″ N, 89° 32′ 0,9″ W | Lodi                     | 1897 im Queen Anne-Stil errichtetes Wohnhaus |
| 49    | Reinhard and Amelia Schendel House                     | Reinhard and Amelia Schendel House                     | 2010 ID-Nr. 10000319 | 211 North Ludington Street 43° 20′ 21″ N, 89° 0′ 49″ W | Columbus                 | 1894 im Queen Anne- Stil errichtetes Wohnhaus |
| 50    | Frances Kurth Sharrow House                            | Frances Kurth Sharrow House                            | 2010 ID-Nr. 10000436 | 841 Park Avenue 43° 19′ 57″ N, 89° 1′ 19″ W | Columbus                 | 1916–1917 im Stil der Prairie Houses errichtetes Wohnhaus |
| 51    | Society Hill Historic District                         | Society Hill Historic District                         | 1992 ID-Nr. 92000112 | Abgegrenzt durch West Wisconsin Street, Cass Street, West Emmett Street und MacFarlane Road 43° 32′ 34″ N, 89° 28′ 1″ W                                                                                        | Portage                  | 137 zwischen 1870 und 1910 im Queen Anne und im Italianate Stil errichtete Wohnhäuser |
| 52    | South Dickason Boulevard Residential Historic District | South Dickason Boulevard Residential Historic District | 1999 ID-Nr. 99000240 | South Dickason Boulevard zwischen West School Street und West Harrison Street sowie entlang der South Ludington Street 43° 20′ 14″ N, 89° 1′ 3″ W                                                              | Columbus                 | |
| 53    | Wawbeek-Horace A.J. Upham House                        | Wawbeek-Horace A.J. Upham House                        | 1985 ID-Nr. 85001355 | WI 13 43° 38′ 16″ N, 89° 45′ 34″ W | Wisconsin Dells          | 1899 errichtetes Sommerhaus des Anwalts Upham, der 1938 das Haus der gemeinnützigen Organisation Easter Seals stiftete; Heute ist das Gebäude als Camp Wawbeek eine Einrichtung für behinderte Kinder. |
| 54    | Jacob Weber House                                      | Jacob Weber House                                      | 1978 ID-Nr. 78000083 | 825 Oak Street 43° 37′ 44″ N, 89° 46′ 27″ W | Wisconsin Dells          | 1863 im Antebellum-Stil errichtetes Wohnhaus |
| 55    | Zion Evangelical Lutheran Church and Parsonage         | Zion Evangelical Lutheran Church and Parsonage         | 2009 ID-Nr. 09000509 | 236 und 254 West Mill Street 43° 20′ 24,2″ N, 89° 0′ 54,6″ W | Columbus                 | 1878–1887 im viktorianischen Stil errichtete Kirche |